# MTV Video Music Award имени Майкла Джексона за авангардные видео
Премия MTV Video Music Award имени Майкла Джексона за авангардные видео (англ. Michael Jackson Video Vanguard Award, также Video Vanguard Award и Lifetime Achievement Award) — ежегодная награда американского телеканала MTV, учреждённая в 1984 году. Присуждается музыкантам и режиссёрам музыкальных клипов на церемонии MTV Video Music Awards (VMA) за «выдающийся вклад» и «глубокое влияние» на музыкальные клипы и популярную культуру. Это особая категория церемонии, её символом является позолоченная статуэтка «лунного человека» (moonman), выделяющаяся среди серебряных наград других категорий VMA. Группа The Beatles и режиссёр Ричард Лестер были удостоены премии за авангардные видео на первой церемонии VMA в 1984 году за «по сути, изобретение музыкального видео». Дэвид Боуи также получил эту награду на той же церемонии. Два года спустя Мадонна стала первой женщиной-лауреатом. В 1991 году премия была переименована в честь Майкла Джексона, который ранее получил её в 1988 году.
На VMA 2003 года она была вручена группе Duran Duran как награда за жизненные достижения (Lifetime Achievement Award), а 2006-м — под названием Video Vanguard режиссёру Хайпу Уильямсу. После смерти Джексона название премии было восстановлено в 2011 году. По словам MTV, его имя было добавлено к награде благодаря «новаторской работе Джексона как видеохудожника». Это название стало предметом споров после выхода документального фильма «Покидая Неверленд» (2019) о предполагаемом сексуальном насилии Джексона над детьми. Как и на предыдущих церемониях, MTV не называло имя Джексона в телевизионной трансляции VMA 2019, хотя полное название премии использовалось на сайте телеканала, а лауреат года Мисси Эллиотт упомянула его в своей речи. Кэти Перри является последним лауреатом премии MTV Video Music Awards 2024.
С момента своего основания премия имени Майкла Джексона за авангардные видео была присуждена 35 лауреатам, большинство из которых были американского или британского происхождения, за исключением Рассела Малкэхи (1985, австралиец), Збигнева Рыбчинского (1986, поляк), U2 (2001, ирландцы), Рианны (2016, барбадоска), Ники Минаж (2022, тринидадка) и Шакира (2023, колумбийка). Из всех победителей девять исполнителей также получили главную награду VMA за лучшее видео года, включая Питера Гэбриэла и Джастина Тимберлейка. С 2013 года лауреатов приглашают исполнить попурри из хитов, предваряющее их благодарственную речь.

## Легенда
| * | Лауреаты премии MTV за лучшее видео года |

## Список лауреатов
| Год  | Фото | Лауреат               | Гражданство       | Примечания | П.                   |
| ---- | ---- | --------------------- | ----------------- | --- | -------------------- |
| 1984 |      | The Beatles           | Великобритания    | Вручена участниками группы The Police Энди Саммерсом и Стюартом Коуплендом. The Beatles и Ричард Лестер, режиссёр фильмов «Вечер трудного дня» (1964) и «На помощь!» (1965), были удостоены награды за «по сути, изобретение музыкального видео».         | [ 5 ] [ 18 ]         |
| 1984 |      | Ричард Лестер         | США               | Вручена участниками группы The Police Энди Саммерсом и Стюартом Коуплендом. The Beatles и Ричард Лестер, режиссёр фильмов «Вечер трудного дня» (1964) и «На помощь!» (1965), были удостоены награды за «по сути, изобретение музыкального видео».         | [ 5 ] [ 18 ]         |
| 1984 |      | Дэвид Боуи            | Великобритания    | Вручена Херби Хэнкоком. | [ 18 ]               |
| 1985 |      | Дэвид Бирн            | Великобритания    | Вручена Крисси Хайндом. Бирн был награждён за работу с группой Talking Heads. | [ 19 ]               |
| 1985 | н/д  | Рассел Малкэхи        | Австралия         | Вручена Джоном Тейлором и Энди Тейлором. Малкэхи был режиссёром клипа группы The Buggles на песню «Video Killed the Radio Star», первое видео, которое было транслировано на канале MTV.                                                                  | [ 20 ]               |
| 1985 |      | Godley & Creme        | Великобритания    | Вручена Херби Хэнкоком. | [ 21 ]               |
| 1986 |      | Мадонна *             | США               | Вручена Робертом Палмером. Мадонна стала первой женщиной, удостоенной этой премии. Позже она получила награду за видео года на песню «Ray of Light» в 1998 году.                                                                                          | [ 22 ] [ 6 ] [ 23 ]  |
| 1986 |      | Збигнев Рыбчинский    | Польша            | Вручена дуэтом Pet Shop Boys. | [ 24 ]               |
| 1987 |      | Питер Гэбриел *       | Великобритания    | Вручена Лори Андерсоном. Гэбриел также получил премию за лучшее видео года за клип на песню «Sledgehammer» на той же церемонии. | [ 23 ] [ 25 ]        |
| 1987 |      | Жюльен Темпл          | Великобритания    | Вручена Дэвидом Боуи. | [ 25 ]               |
| 1988 |      | Майкл Джексон         | США               | Вручена Питером Гэбриелом. Джексон стал первым афроамериканцем, получившим награду. | [ 8 ] [ 26 ] [ 27 ]  |
| 1989 |      | Джордж Майкл          | Великобритания    | Вручена Мадонной | [ 28 ]               |
| 1990 |      | Джанет Джексон        | США               | Вручена Мэджик Джонсоном. Джексон остаётся самым молодым лауреатом, удостоившимся этой награды в возрасте 24 лет. | [ 26 ] [ 29 ]        |
| 1991 |      | Bon Jovi              | США               | Вручена Арсенио Холлом. Награда была переименована в честь Майкла Джексона. | [ 30 ] [ 7 ]         |
| 1991 |      | Уэйн Айшем            | США               | Вручена Арсенио Холлом. Награда была переименована в честь Майкла Джексона. | [ 30 ] [ 7 ]         |
| 1992 |      | Guns N' Roses         | США               | Вручена участниками группы Queen Брайаном Мэйем и Роджером Тейлором. | [ 31 ]               |
| 1993 | н/д  | н/д                   | н/д               | н/д | н/д                  |
| 1994 |      | The Rolling Stones    | Великобритания    | Вручена Яном Веннером как Lifetime Achievement Award. | [ 32 ]               |
| 1994 |      | Том Петти             | США               | Вручена Билли Корганом. | [ 33 ]               |
| 1995 |      | R.E.M. *              | США               | Вручена Дрю Бэрримор. R.E.M. ранее получил премию за лучшее видео года за клип на песню «Losing My Religion» в 1991 году. | [ 23 ]               |
| 1996 | н/д  | н/д                   | н/д               | н/д | н/д                  |
| 1997 |      | LL Cool J             | США               | Вручена Мэрайей Кэри. LL Cool J стал первым рэпером, получившим награду. | [ 34 ] [ 35 ]        |
| 1997 |      | Марк Романек          | США               | Вручена Джанет Джексон. | [ 34 ]               |
| 1998 |      | Beastie Boys          | США               | Вручена Chuck D. | [ 36 ]               |
| 1999 | н/д  | н/д                   | н/д               | н/д | н/д                  |
| 2000 |      | Red Hot Chili Peppers | США               | Вручена Крисом Роком и Лэнсом Краутером | [ 37 ]               |
| 2001 |      | U2                    | Ирландия          | Вручена Карсоном Дэйли. | [ 38 ]               |
| 2002 | н/д  | н/д                   | н/д               | н/д | н/д                  |
| 2003 |      | Duran Duran           | Великобритания    | Вручена Келли Осборн и Аврил Лавин как Lifetime Achievement Award. | [ 39 ]               |
| 2004 | н/д  | н/д                   | н/д               | н/д | н/д                  |
| 2005 | н/д  | н/д                   | н/д               | н/д | н/д                  |
| 2006 | н/д  | Хайп Уильямс          | США               | Вручена Канье Уэстом как Video Vanguard Award. | [ 40 ]               |
| 2007 | н/д  | н/д                   | н/д               | н/д | н/д                  |
| 2008 | н/д  | н/д                   | н/д               | н/д | н/д                  |
| 2009 | н/д  | н/д                   | н/д               | н/д | н/д                  |
| 2010 | н/д  | н/д                   | н/д               | н/д | н/д                  |
| 2011 |      | Бритни Спирс *        | США               | Вручена Леди Гагой. Награда была вновь переименована в честь Майкла Джексона. Спирс ранее получила премию за лучшее видео года за клип на песню «Piece Of Me» в 2008 году.                                                                                | [ 23 ] [ 41 ]        |
| 2012 | н/д  | н/д                   | н/д               | н/д | н/д                  |
| 2013 |      | Джастин Тимберлейк *  | США               | Вручена Джимми Фэллоном. Тимберлейк также получил премию за лучшее видео года за клип на песню «Mirrors» на той же церемонии | [ 17 ]               |
| 2014 |      | Бейонсе *             | США               | Вручена её мужем Jay-Z и дочерью Блю Айви Картер. Бейонсе дважды получала премию за лучшее видео года за клипы на песни «Single Ladies» в 2009 году и «Formation» в 2016 году.                                                                            | [ 23 ] [ 42 ]        |
| 2015 |      | Канье Уэст            | США               | Вручена Тейлор Свифт. | [ 43 ]               |
| 2016 |      | Рианна *              | Барбадос          | Вручена Дрейком. Рианна ранее дважды получала премию за лучшее видео года за клипы на песни «Umbrella» в 2007 году и «We Found Love» в 2012 году. | [ 23 ] [ 44 ]        |
| 2017 |      | P!nk *                | США               | Вручена Эллен Дедженерес. P!nk ранее получила премию за лучшее видео года за клип на песню «Lady Marmalade» в 2001 году. | [ 23 ] [ 45 ]        |
| 2018 |      | Дженнифер Лопес       | США               | Вручена Шоном Мендесом. Лопес стала первым этническим латиноамериканским артистом, получившим эту награду. Позже Лопес была удостоена премии MTV Generation Award на MTV Movie & TV Awards 2022, став первым артистом, получившим эти две награды от MTV. | [ 46 ]               |
| 2019 |      | Мисси Эллиотт *       | США               | Вручена Карди Би. Эллиот ранее получила премию за лучшее видео года за клип на песню «Work It» в 2003 году. Она стала первой женщиной-рэпером, получившей эту награду.                                                                                    | [ 23 ] [ 47 ]        |
| 2020 | н/д  | н/д                   | н/д               | н/д | н/д                  |
| 2021 | н/д  | н/д                   | н/д               | н/д | н/д                  |
| 2022 |      | Ники Минаж            | Тринидад и Тобаго | Вручена участниками её фан-клуба «The Barbz». | [ 48 ] [ 49 ] [ 50 ] |
| 2023 |      | Шакира                | Колумбия          | Вручена Вайклефом Жаном. Шакира стала первым южноамериканским артистом, получившим эту награду. | [ 51 ]               |
| 2024 |      | Кэти Перри *          | США               | Вручена Орландо Блумом. Ранее певица получала награду за лучшее видео года на песню «Firework» в 2011 году. | [ 52 ]               |